# Viktor Skrypnyk
Viktor Skrypnyk (Novomoskovsk, Ucrania, 19 de noviembre de 1969) es un exjugador y entrenador de fútbol ucraniano que jugaba en la posición de defensa. Actualmente dirige al FC Vorskla Poltava.

## Carrera como jugador
En su etapa como futbolista, Skrypnyk jugaba de defensa. En 1989 se marchó al Metalurh Zaporizhya de la actual Ucrania, entonces la Unión Soviética. En 1994, fue traspasado al Dnipro Dnipropetrovsk, donde se había formado como jugador e inició su carrera como profesional. Tras sólo dos años, probó suerte en el extranjero, concretamente en el Werder Bremen, donde se retiraría en 2004, justo después de ganar el doblete.

## Carrera como entrenador
Skrypnyk se convirtió en el entrenador del Werder Bremen II el 18 de junio de 2013, cuyo banquillo ocupó hasta el 25 de octubre de 2014, cuando se hizo cargo del primer equipo del Werder Bremen, sustituyendo a Robin Dutt. Su llegada supuso el revulsivo esperado para el Werder Bremen, que salió de los puestos de descenso al comenzar la segunda vuelta de la Bundesliga, y logró una cómoda permanencia, finalizando 10.º. Su segunda temporada al frente del equipo alemán fue más complicada, pues ocupó los últimos puestos de la clasificación de la Bundesliga durante casi todo el campeonato. Finalmente, logró eludir el descenso en la última jornada. El 18 de septiembre de 2016, Skrypnyk fue destituido tras perder los 3 primeros partidos de la Bundesliga y ser eliminado de la Copa de Alemania.

## Clubes y estadísticas

### Como jugador
| Club                  | País     | Año       | Partidos | Goles |
| --------------------- | -------- | --------- | -------- | ----- |
| Dnipro Dnipropetrovsk | Ucrania  | 1986-1989 | 1        | 0     |
| Metalurh Zaporizhya   | Ucrania  | 1989-1994 | 137      | 10    |
| Dnipro Dnipropetrovsk | Ucrania  | 1994-1996 | 74       | 19    |
| Werder Bremen         | Alemania | 1996-2004 | 163      | 8     |

### Como entrenador
| Club             | País     | Año       | P   | G  | E  | P  | % v.   |
| ---------------- | -------- | --------- | --- | -- | -- | -- | ------ |
| Werder Bremen II | Alemania | 2013-2014 | 47  | 31 | 7  | 9  | 70.92% |
| Werder Bremen    | Alemania | 2014-2016 | 70  | 26 | 14 | 30 | 43.81% |
| Riga FC          | Letonia  | 2018-2019 |     |    |    |    |        |
| FC Zarya Lugansk | Ucrania  | 2020-     |     |    |    |    |        |
| Total            | Total    | Total     | 117 | 57 | 21 | 39 | 54.7%  |
| Fuente           |          |           |     |    |    |    |        |

## Palmarés

### Como jugador

#### Títulos nacionales
| Título           | Club          | País     | Año     |
| ---------------- | ------------- | -------- | ------- |
| Copa de Alemania | Werder Bremen | Alemania | 1998-99 |
| 1. Bundesliga    | Werder Bremen | Alemania | 2003-04 |
| Copa de Alemania | Werder Bremen | Alemania | 2003-04 |

### Como entrenador

#### Títulos nacionales
| Título          | Club    | País    | Año  |
| --------------- | ------- | ------- | ---- |
| Copa de Letonia | Riga FC | Letonia | 2018 |
| Virslīga        | Riga FC | Letonia | 2018 |